# José Roberto Ospina Leongómez
José Roberto Ospina Leongómez (San Miguel de Sema, 20 de março de 1947) - sacerdote católico colombiano, bispo de Buga desde 2012.
Foi ordenado sacerdote em 29 de novembro de 1972 e incardinado na Arquidiocese de Bogotá. Após vários anos de estágio pastoral, tornou-se conferencista em seminários de Bogotán. Em 1997 tornou-se reitor do instituto Jesús Adolescente e, dois anos depois, tornou-se também vigário episcopal do vicariato do Espírito Santo. Desde 2001, o reitor do seminário maior e o vigário do bispo para a formação permanente dos sacerdotes.
Em 19 de abril de 2004, foi preconizado como bispo auxiliar de Bogotá e bispo titular de Gypsaria. Foi ordenado bispo em 29 de maio de 2004 pelo então arcebispo de Bogotá, card. Pedro Rubiano Sáenz.
Em 10 de maio de 2012, foi nomeado bispo da diocese de Buga, e em 30 de junho de 2012 assumiu o cargo canonicamente. 